# Manuchar Tsjadaia
Manuchar Tsjadaia (en georgiano: მანუჩარ ცხადაია; Jobi, 19 de marzo de 1985) es un deportista georgiano que compitió en lucha grecorromana.
Participó en los Juegos Olímpicos de Londres 2012, obteniendo una medalla de bronce en la categoría de 66 kg. Ganó dos medallas de plata en el Campeonato Mundial de Lucha, en los años 2009 y 2011, y dos medallas en el Campeonato Europeo de Lucha, plata en 2012 y bronce en 2009.

## Palmarés internacional
| Juegos Olímpicos   | Juegos Olímpicos      | Juegos Olímpicos  | Juegos Olímpicos |
| Año                | Lugar                 | Medalla           | Categoría        |
| ------------------ | --------------------- | ----------------- | ---------------- |
| 2012               | Londres (Reino Unido) | Medalla de bronce | 66 kg            |
| Campeonato Mundial |                       |                   |                  |
| Año                | Lugar                 | Medalla           | Categoría        |
| 2009               | Herning (Dinamarca)   | Medalla de plata  | 66 kg            |
| 2011               | Estambul (Turquía)    | Medalla de plata  | 66 kg            |
| Campeonato Europeo |                       |                   |                  |
| Año                | Lugar                 | Medalla           | Categoría        |
| 2009               | Vilna (Lituania)      | Medalla de bronce | 66 kg            |
| 2012               | Belgrado (Serbia)     | Medalla de plata  | 74 kg            |